# キム・カーダシアン
キンバリー・カーダシアン（Kimberly "Kim" Kardashian 、1980年10月21日 - ）は、アメリカ合衆国のソーシャライト、リアリティ番組パーソナリティ、モデル、女優。実際の発音は、「カーダシアン」より「カダーシアン」が適切。

## 生い立ち
アルメニアに隣接するトルコ東部の農村地帯のカルス県にルーツを持つアルメニア系の父ロバート・カーダシアン（O・J・シンプソン事件裁判の弁護士団の1人として有名）とスコットランド・オランダ系の母クリス・ジェンナーとの間に生まれる。1989年に両親は離婚し、母クリスは1991年にオリンピック選手のケイトリン・ジェンナーと再婚した。父ロバートは2003年9月30日に他界した。
姉妹にコートニー・カーダシアンとクロエ・カーダシアン、弟にロブ・カーダシアンがいる。義兄弟（ジェンナーの連れ子）にバートン、ブランド、ブロディ・ジェンナー、義姉（ジェンナーの連れ子）にケーシー、異父妹にケンダル・ジェンナー、カイリー・ジェンナーがいる。O・J・シンプソンはキムの名付け親である。
高校に通っている間、父が経営する音楽マーケティング会社 Movie Tunes で働いた。

## 経歴
最初、パリス・ヒルトンの友人とスタイリストとしてメディアの注目を集めたが、2007年に元恋人レイ・ジェイとのセックス・テープが流出したことで、広く認知されるようになった。2007年に彼女と家族に密着したリアリティ番組『カーダシアン家のお騒がせセレブライフ』が放送されると人気を博し、シリーズ化された。また、幾つかのスピンオフ番組も制作された。これ以降、彼女の私生活は広範囲に渡ってメディアに取り上げられるようになった。カーダシアン家の2010年の所得は600万ドルで、他のどのリアリティ番組スターよりも高かった。その内の10%を慈善活動として寄付した。
最初のメディア出演はテレビ番組シリーズ『ビヨンド・ザ・ブレイク』であった。2008年にカルメン・エレクトラとバネッサ・ミニーロと一緒にパロディ映画『ディザスター・ムービー!おバカは地球を救う』に主演した。コメディ番組『ママと恋に落ちるまで』の「Benefits」というエピソードに出演した。
キムはテレビ出演の傍ら、モデルとして多くの小さな仕事をした。2007年10月号『PLAYBOY』の表紙を飾り、ヌードを披露している。2008年2月にボンゴ・ジーンズはキムがブランドの新しい顔になると発表した。トラヴィス・バーカーのフェイマススターズ・アンド・ストラップスのモデルも務める。カーダシアン一家に密着したリアリティ番組『Keeping Up with the Kardashians』に出演している。
2008年5月2日にトレーナーのキャシィ・ケーラーと共にトレーニングDVDを発売。
2009年11月4日にCBSのテレビドラマ『CSI:ニューヨーク』の第6シーズン（同年12月16日放送回のエピソード）にヴァネッサ・ミニーロ と共にゲスト出演することをTVGuide.comが報じた。2人は「殺人事件へと発展した陰謀を仕組んだ女性」役を演じた。
2016年にはファッション雑誌『ヴォーグ』が彼女を「大衆文化現象」と呼んだ。最も高給取りなリアリティ番組スターの1人であり、総所得は5300万ドルを超える。
近年、影響力のあるオンライン及びソーシャルメディアであるTwitterやInstagramで数千万人のフォロワーを獲得している 。2016年現在、彼女はInstagramで最も多くのフォロワー数を持つ人物の1人である。

### ダンシング・ウィズ・ザ・スターズ
キムは『ダンシング・ウィズ・ザ・スターズ』第7シリーズの参加者13人の内の1人であった。キムはマーク・バラスとペアを組んだ。2008年9月30日に番組から審査を受ける3人目の参加者であった。最終的に11位で終わっている。
| 週 # | ダンス/曲                                     | 審査員の得点 | 審査員の得点 | 審査員の得点 | 結果   |
| 週 # | ダンス/曲                                     | イナバ       | グッドマン   | トリオリ     | 結果   |
| 1    | フォックストロット/"ピンク・パンサーのテーマ" | 6            | 7            | 6            | 保留   |
| 1    | マンボ/"ベイビー・ガット・バック"             | 6            | 6            | 6            | セーフ |
| 2    | ルンバ/"ユー・ギヴ・ミー・サムシング"         | 6            | 6            | 5            | 落選   |

### テレビプロデューサー
カーダシアンは友人であるジョナサン・チェバンとサイモン・ハックのPR会社と共に短編ドキュメンタリー『SPINdustry』をプロデュースしている。シュガー・ファクトリー社が発売する高級棒つきキャンディーのプロモーション活動に密着した内容である。

### 小売
2008年7月にカーダシアンは自身のブログで、2009年に発売される彼女自身の香水の制作に取り組んでいることを発表した。出来上がった香水「キム・カーダシアン」は2010年2月に発売が開始された。カーダシアンは姉妹のコートニーとクロエと共に衣類ブティック「ダッシュ」を共同所有している。

#### 矯正下着ブランド
2019年6月25日に自らの矯正下着ブランド「Kimono」を発表。「kimono.com」というドメインを登録済みであり、さらには「Kimono」の商標登録を申請したことも報じられたことから日本文化の盗用・侮辱であると非難を浴びた。ネット上ではキム・カーダシアンを批判する「#KimOhNo」（キム・オー・ノー）というハッシュタグが誕生し、抗議運動で使用されるようになった。カーダシアンは27日のニューヨーク・タイムズで「日本の文化における着物の重要性を理解し、深い尊敬の念を抱いている」としながら、矯正下着ブランド名の変更の意向はないと表明した。
6月28日には着物文化のユネスコ無形文化遺産への登録を目指す取り組みを行っている、京都市長の門川大作がカーダシアン宛に抗議の書簡を送付することを公表した。さらに同日、経済産業大臣の世耕弘成は自身のTwitterで「着物は日本が世界に誇る文化です。しっかりと審査してくれるよう、アメリカ特許商標庁にも話をしたいと思います」と述べた。
7月1日、カーダシアンは一転して「慎重に考え、検討した結果、新しい名前で私のソリューションウェアブランドを立ち上げることにしました」と発表し、「Kimono」の名称を撤回することとなった。8月26日、ブランド名を「SKIMS」に変更すると発表した。

### 弁護活動
2019年、弁護士を目指して勉強中だとインタビューで語った。2021年5月、「ベビーバー」と呼ばれる予備試験に落ちたことを告白した。同年12月、4度目の挑戦でベビーバーに合格した。

## 私生活
2000年にアンダードッグスのデイモン・トーマスと結婚するも2004年に離婚。2007年にR&B歌手レイ・ジェイとの交際が明らかになったが、同年、彼と撮影したセックステープを販売しようとしたヴィヴィッド・エンターテインメント社を訴えた。後に同社が500万ドルの和解金を払い訴訟を取り下げた。その後、NFL選手のレジー・ブッシュ、ダラス・カウボーイズのWRマイルス・オースティン、モデルのガブリエル・ オーブリーなどと交際。2010年12月よりニュージャージー・ネッツ所属のNBA選手クリス・ハンフリーズと交際、2011年5月18日にハンフリーズと婚約、同年8月20日にカリフォルニア州で結婚。結婚から72日目の10月31日、「妥協し難い相違」を理由に裁判所に離婚を申請。
自身の33歳の誕生日にあたる2013年10月21日にラッパーのカニエ・ウェストと婚約。カニエはサンフランシスコにある野球場AT&Tパークを貸し切り、家族や友人たちを前にプロポーズした。2014年5月24日にイタリアのフィレンツェで結婚式を挙げた。メディアにおいて、2人は合わせて「キミエ（Kimye）」と呼ばれる。2015年、雑誌『タイム』は、最も有力な100人を選出する恒例企画タイム100に2人を選出した。
2013年6月15日に第1子女児のノースを出産。第1子妊娠中に子癇前症となり、予定日よりも6週間早まった出産では癒着胎盤となった。2015年12月5日に第2子男児のセイントを出産。第2子出産でも癒着胎盤となったため「これ以上の妊娠は危険」とドクターストップがかかった。それでも「妊娠しやすい子宮にしたい」と手術を受けたが成功せず、キムはカニエと相談し代理母に妊娠・出産を依頼した。2018年1月15日に第3子女児のシカゴが代理出産で誕生し、2019年5月10日に第4子男児のサームが代理出産で誕生した。
2020年にカニエが大統領選挙に出馬、キムはこれについて双極性障害を患うカニエが躁状態のときに起こったことであると説明している。その後、7月19日の選挙集会の演説でキムが長女を妊娠したときに中絶を望んだことと話しながら涙を流したり、また奴隷解放・女性解放運動家のハリエット・タブマンについて「彼女は実際には奴隷を解放したことはなかった。奴隷を別の白人の所へ働きに行かせただけだ」などととりとめもなく話しているカニエの姿がSNSで拡散された。同月22日にキムはカニエが精神を患っているための不安定な行動であるため、メディアや社会に「思いやりと共感」を示して欲しいとコメントしている。
しかし、同年11月の大統領選挙で落選したカニエが次期大統領選に意欲を示している状況などから、キムが結婚生活を終わらせるべく弁護士を雇ったことが2021年1月に報じられた。2月19日、キムはロサンゼルス郡上級裁判所にカニエとの離婚を申請した。離婚届には両者の「和解しがたい不和」への言及があり、資産に関する婚前契約についての記載があったという。4人の子どもについては共同親権を求めている。2021年1月、離婚について協議中であるとCNNが報道。2021年2月、離婚届を提出。同年12月、離婚成立前の法的独身認定を裁判所に求めた。2022年11月28日に離婚が成立した。

## ディスコグラフィ

### シングル
| 年     | シングル                        |
| ------ | ------------------------------- |
| 2011年 | ジャム (ターン・イット・アップ) |

### ミュージック・ビデオ
| 年     | 題名                            | 監督                 |
| ------ | ------------------------------- | -------------------- |
| 2011年 | ジャム (ターン・イット・アップ) | ハイプ・ウィリアムズ |

## 出演

### 映画
- ディザスター・ムービー!おバカは地球を救う Disaster Movie （2008年） - リサ 役
- アメリカン・パイパイ ようこそ美乳天国へ Deep in the Valley （2009年） - サマー・イブ 役
- Temptation: Confessions of a Marriage Counselor （2013年）

### テレビ番組
- Keeping Up with the Kardashians（2007年 - ）
- Dancing with the Stars（2008年） 第7シーズン

### その他
- ボンゴ（2008年）イメージモデル

## リリース作品

### DVD
- Kim Kardashian, the Supersar feat. Hip Hop Star Ray J（Vivid Entertainment、2007年2月28日）

## ノミネートと受賞
| 作品                                            | 年     | 賞                     | 部門           | 結果       |
| ----------------------------------------------- | ------ | ---------------------- | -------------- | ---------- |
| ディザスター・ムービー!おバカは地球を救う       | 2008年 | ゴールデンラズベリー賞 | 最低助演女優賞 | ノミネート |
| Temptation: Confessions of a Marriage Counselor | 2013年 | ゴールデンラズベリー賞 | 最低助演女優賞 | 受賞       |